# Liste der Straßentunnel in Baden-Württemberg
Auflistung der Straßentunnel in Baden-Württemberg.
Die Tabelle kann anders sortiert werden; der Anfangszustand zeigt den längsten Tunnel oben.
| Tunnel                                 | Straße                                   | Länge       | Röhren | Ort                     | Fertigstellung | Geographische Koordinaten         | Bild | Bemerkungen |
| -------------------------------------- | ---------------------------------------- | ----------- | ------ | ----------------------- | -------------- | --------------------------------- | ---- | --- |
| Saukopftunnel                          | B38                                      | 2.715 m     | 1      | Weinheim                | 1994           | 49° 34′ 20,0″ N, 008° 39′ 56,0″ O |      | 1,37 km befinden sich in Baden-Württemberg, 1,35 km in Hessen |
| Michaelstunnel                         | B500                                     | 2.544 m     | 1      | Baden-Baden             | 1989           | 48° 46′ 03,3″ N, 008° 13′ 50,1″ O |      | |
| Engelbergtunnel                        | A81                                      | 2.530 m     | 2      | Leonberg                | 1999           | 48° 48′ 13,0″ N, 009° 02′ 17,5″ O |      | Ersatz für 1938 gebauten Tunnel |
| Heslacher Tunnel                       | B14                                      | 2.300 m     | 1      | Stuttgart               | 1987           | 48° 45′ 48,7″ N, 009° 10′ 11,2″ O |      | |
| Gmünder Einhorn-Tunnel                 | B29                                      | 2.230 m     | 1      | Schwäbisch Gmünd        | 2013           | 48° 48′ 16,5″ N, 009° 47′ 26,3″ O |      | |
| Wattkopftunnel                         | L 562                                    | 1.950 m     | 1      | Ettlingen               | 1994           | 48° 57′ 03,7″ N, 008° 25′ 04,8″ O |      | |
| Scheibengipfeltunnel                   | B312                                     | 1.910 m     | 1      | Reutlingen              | 2017           | 48° 29′ 44,0″ N, 009° 14′ 07,3″ O |      | |
| Hornberg-Tunnel                        | B33                                      | 1.884 m     | 1      | Hornberg                | 2004           | 48° 12′ 44,4″ N, 008° 13′ 28,0″ O |      | |
| Kirchbergtunnel                        | B294                                     | 1.840 m     | 1      | Schiltach               | 1991           | 48° 17′ 06,5″ N, 008° 20′ 06,8″ O |      | |
| Branichtunnel                          | L 536                                    | 1.796 m     | 1      | Schriesheim             | 2016           | 49° 28′ 47,6″ N, 008° 40′ 34,2″ O |      | |
| Meisterntunnel                         | L 351                                    | 1.684 m     | 1      | Bad Wildbad             | 1997           | 48° 45′ 03,5″ N, 008° 33′ 19,2″ O |      | im Landkreis Calw; siehe → Bad Wildbad |
| Kappelbergtunnel                       | B14                                      | 1.585 m     | 2      | Fellbach                | 1992           | 48° 47′ 56,0″ N, 009° 16′ 03,0″ O |      | zwischen Fellbach und Stuttgart. Seit Juli 2024 gilt ein Tempolimit von 80 km/h, davor 100 km/h. |
| Tunnel Gernsbach                       | B462                                     | 1.527 m     | 1      | Gernsbach               | 1997           | 48° 45′ 46,1″ N, 008° 20′ 23,9″ O |      | |
| Bürgerwaldtunnel                       | A98                                      | 1.436 m     | 1      | Waldshut-Tiengen        | 1997           | 47° 37′ 40,8″ N, 008° 16′ 46,8″ O |      | |
| Karoline-Luise-Tunnel                  | B10                                      | 1.360 m     | 2      | Karlsruhe               | 2022           | 49° 00′ 19,7″ N, 008° 24′ 12,9″ O |      | |
| Arlinger Tunnel                        | B463                                     | 1.348 m     | 1      | Pforzheim               | 2024           | 48° 53′ 20,0″ N, 008° 38′ 49,3″ O |      | |
| Rosensteintunnel                       | B10                                      | 1.300 m     | 2      | Stuttgart               | 2022           | 48° 48′ 17,7″ N, 009° 12′ 05,9″ O |      | |
| Tunnel Nollinger Berg                  | A861                                     | 1.268 m     | 2      | Rheinfelden             | 2005           | 47° 34′ 37,2″ N, 007° 45′ 41,4″ O |      | |
| Reutherbergtunnel                      | B294                                     | 1.256 m     | 1      | Wolfach                 | 1993           | 48° 17′ 35,7″ N, 008° 13′ 47,9″ O |      | |
| Kappler Tunnel                         | B31                                      | 1.230 m     | 2      | Freiburg im Breisgau    | 2002           | 47° 58′ 51,8″ N, 007° 53′ 56,7″ O |      | |
| Feuerbacher Tunnel                     | B295                                     | 1.200 m     | 1      | Stuttgart               | 1995           | 48° 48′ 37,0″ N, 009° 08′ 33,8″ O |      | |
| Tunnel Döggingen                       | B31                                      | 1.196 m     | 2      | Bräunlingen-Döggingen   | 2002           | 47° 53′ 46,4″ N, 008° 25′ 55,2″ O |      | |
| Ursulabergtunnel                       | B313                                     | 1.180 m     | 1      | Pfullingen              | 2003           | 48° 28′ 17,2″ N, 009° 13′ 53,5″ O |      | |
| Hugenwaldtunnel                        | B294                                     | 1.135 m     | 1      | Waldkirch               | 1985           | 48° 05′ 12,1″ N, 007° 57′ 37,4″ O |      | |
| Sommerbergtunnel                       | B33                                      | 1.085 m     | 1      | Hausach                 | 1995           | 48° 17′ 23,6″ N, 008° 10′ 31,0″ O |      | |
| Tunnel Leutenbach                      | B14                                      | 1.080 m     | 2      | Leutenbach              | 2009           | 48° 53′ 00,8″ N, 009° 23′ 43,4″ O |      | Seit April 2021 Geschwindigkeitsbegrenzung auf 80 km/h wegen Unfälle und enger Kurvenradien, davor 100 km/h |
| Stadttunnel Fellbach                   | L 1193                                   | 1.022 m     | 1      | Fellbach                | 1997           | 48° 48′ 54,5″ N, 009° 16′ 44,7″ O |      | |
| Tunnel Rastatt                         | L 77a                                    | 1.021 m     | 1      | Rastatt                 | 1992           | 48° 52′ 39,7″ N, 008° 13′ 14,1″ O |      | Teil der Nordumfahrung von Rastatt, Verbindung von der A 5, B 3, B 36 und B 462 zum Mercedes-Benz Werk Rastatt. |
| Kreuzstraßentunnel                     | B14                                      | 948 m       | 1      | Tuttlingen              | 2010           | 47° 58′ 42,7″ N, 008° 48′ 45,8″ O |      | |
| Schützenalleetunnel                    | B31                                      | 932 m       | 2      | Freiburg im Breisgau    | 2002           | 47° 59′ 12,0″ N, 007° 52′ 11,7″ O |      | |
| Schlossbergtunnel Heidelberg Anm. 1    | Innerstädtisch                           | 918 m       | 1      | Heidelberg              | 1862           | 49° 24′ 39,4″ N, 008° 42′ 46,1″ O |      | ehemaliger Eisenbahntunnel, seit 1968 als Straßentunnel genutzt |
| Grötzinger Tunnel                      | B10                                      | 910 m       | 1      | Karlsruhe               | 1999           | 49° 00′ 17,5″ N, 008° 30′ 08,7″ O |      | |
| Brandbergtunnel                        | B294                                     | 881 m       | 1      | Winden im Elztal        | 2024           | 48° 09′ 22,1″ N, 008° 02′ 34,2″ O |      | |
| Rombachtunnel                          | B29                                      | 870 m       | 1      | Aalen                   | 2001           | 48° 50′ 04,8″ N, 010° 04′ 02,5″ O |      | |
| Hohentwieltunnel                       | A81                                      | 833 m/782 m | 2      | Hilzingen               | 1988           | 47° 46′ 04,6″ N, 008° 48′ 33,7″ O |      | |
| Schlossbergtunnel Schiltach            | /                                        | 830 m       | 1      | Schiltach               | 1991           | 48° 17′ 15,9″ N, 008° 20′ 58,6″ O |      | |
| Wagenburgtunnel                        | L 1014                                   | 824 m       | 1      | Stuttgart               | 1958           | 48° 46′ 47,0″ N, 009° 11′ 46,0″ O |      | |
| Hengstäckertunnel                      | Nord-Süd-Straße                          | 780 m       | 1      | Stuttgart               | 1999           | 48° 43′ 54,5″ N, 009° 07′ 50,7″ O |      | |
| Tunnel Wagenladungsstraße              | Wagenladungsstraße (Erschließungsstraße) | 770 m       | 1      | Stuttgart               | 2026           | 48° 47′ 29,1″ N, 009° 11′ 02,8″ O |      | Ein Abschnitt in Planung; nicht für den öffentlichen Straßenverkehr freigegeben |
| Felderhaldetunnel                      | B12                                      | 760 m       | 1      | Isny im Allgäu          | 2009           | 47° 40′ 55,9″ N, 010° 01′ 51,3″ O |      | Tunnel liegt etwa hälftig in Baden-Württemberg und in Bayern |
| Pragsatteltunnel                       | B10                                      | 720 m       | 2      | Stuttgart               | 2006           | 48° 48′ 40,4″ N, 009° 10′ 54,9″ O |      | |
| Agnesburgtunnel                        | A7                                       | 707 m       | 2      | Westhausen              | 1986           | 48° 52′ 19,0″ N, 010° 10′ 10,7″ O |      | |
| Waggershauser Tunnel                   | B31                                      | 700 m       | 2      | Friedrichshafen         | 2021           | 47° 40′ 07,9″ N, 009° 27′ 51,0″ O |      | |
| Schemelsbergtunnel/Schemmelsbergtunnel | B39                                      | 680 m       | 1      | Weinsberg               | 1990           | 49° 09′ 40,5″ N, 009° 16′ 10,0″ O |      | Straßenschild lautet Schemmelsbergtunnel, amtlich wird er als Schemelsbergtunnel geführt. |
| Tunnel Schwetzingen                    | B535                                     | 650 m       | 2      | Schwetzingen            | 2010           | 49° 23′ 19,4″ N, 008° 35′ 07,3″ O |      | |
| Grotztunnel                            | L 1110                                   | 640 m       | 1      | Bietigheim-Bissingen    | 1999           | 48° 56′ 35,8″ N, 009° 06′ 31,3″ O |      | |
| Lämmerbuckeltunnel                     | A8                                       | 624 m       | 1      | Wiesensteig             | 1956           | 48° 32′ 56,0″ N, 009° 38′ 16,0″ O |      | Richtungsfahrbahn München, im Zweiten Weltkrieg als Fabrik genutzt |
| Edeltrudtunnel                         | K 9657                                   | 609 m       | 2      | Karlsruhe               | 1988           | 48° 59′ 24,0″ N, 008° 23′ 21,0″ O |      | Überdeckeltes Teilstück der Südtangente, bestehend aus zwei Tunneln |
| Schönbuchtunnel                        | A81                                      | 563 m       | 2      | Herrenberg              | 1978           | 48° 36′ 14,4″ N, 008° 53′ 45,6″ O |      | |
| Tunnel Albstadt-Laufen                 | B463                                     | 540 m       | 1      | Albstadt-Laufen         | 2001           | 48° 13′ 23,9″ N, 008° 54′ 59,3″ O |      | |
| Tunnel Gruibingen                      | A8                                       | 540 m       | 1      | Gruibingen              | 2013           | 48° 35′ 49,0″ N, 009° 38′ 42,3″ O |      | Lärmschutztunnel über nur einer Richtungsfahrbahn; siehe Albaufstieg (A 8) |
| Tunnel Oberkirch                       | B28                                      | 528 m       | 1      | Oberkirch               | 2014           | 48° 31′ 32,9″ N, 008° 04′ 22,8″ O |      | |
| Flughafentunnel                        | B312                                     | 511 m       | 1      | Filderstadt             | 1961           | 48° 41′ 16,1″ N, 009° 13′ 06,3″ O |      | Beginn der Bundesstraße 312; Fortsetzung der Stuttgarter Mittleren Filderstraße (L 1016) nach Süden |
| Fahrlachtunnel                         | B36                                      | 489 m       | 2      | Mannheim                | 1994           | 49° 28′ 18,2″ N, 008° 28′ 59,3″ O |      | |
| Heilsbergtunnel                        | A81                                      | 483 m       | 2      | Gottmadingen            | 1990           | 47° 44′ 52,9″ N, 008° 45′ 36,6″ O |      | |
| Tunnel Dußlingen                       | B27                                      | 482 m       | 2      | Dußlingen               | 2014           | 48° 26′ 58,0″ N, 009° 03′ 34,0″ O |      | im Landkreis Tübingen |
| Herrschaftsbucktunnel                  | A98                                      | 480 m       | 2      | Rheinfelden (Baden)     | 2021           | 47° 35′ 11,1″ N, 007° 46′ 06,5″ O |      | |
| Schwanenplatztunnel                    | B14                                      | 475 m       | 2      | Stuttgart-Ost           | 1972           | 48° 47′ 44,5″ N, 009° 12′ 11,6″ O |      | Ein Stauschwerpunkt; im Verkehrsfunk ist immer wieder auch nur „Schwanentunnel“ zu hören. Anm. 2 |
| Tunnel Waldsiedlung                    | B33                                      | 474 m       | 2      | Reichenau               | 2022           | 47° 41′ 56,4″ N, 009° 06′ 43,0″ O |      | |
| Tunnel Hölzern                         | A81                                      | 470 m/462 m | 2      | Eberstadt-Hölzern       | 1973           | 49° 11′ 17,9″ N, 009° 20′ 48,8″ O |      | |
| Virngrundtunnel                        | A7                                       | 465 m       | 2      | Ellwangen               | 1987           | 49° 01′ 11,7″ N, 010° 11′ 49,6″ O |      | |
| Darmsheimer Tunnel                     | L 1182                                   | 460 m       | 1      | Sindelfingen-Darmsheim  | 2018           | 48° 41′ 57,0″ N, 008° 56′ 14,0″ O |      | Ortsumgehung Sindelfingen-Darmsheim |
| Planietunnel                           | B27                                      | 440 m       | 3      | Stuttgart-Mitte         | 1969           | 48° 46′ 38,4″ N, 009° 10′ 49,4″ O |      | drei Röhren, Portal Schloßstraße in Bürogebäude integriert |
| Tunnel Herfatz                         | A96                                      | 440 m       | 2      | Wangen im Allgäu        | 1990           | 47° 42′ 38,7″ N, 009° 48′ 54,8″ O |      | |
| Riedleparktunnel                       | B31                                      | 429 m       | 1      | Friedrichshafen         |                | 47° 39′ 54,0″ N, 009° 28′ 40,3″ O |      | |
| Schlossbergtunnel Schramberg           | L 175                                    | 420 m       | 1      | Schramberg              | 1991           | 48° 13′ 33,4″ N, 008° 22′ 56,7″ O |      | |
| Lärmschutztunnel Neugereut             | K 9500; Seeblickweg                      | 415 m       | 1      | Stuttgart-Neugereut     | 1985           | 48° 49′ 47,0″ N, 009° 14′ 01,0″ O |      | verbindet Fellbach-Schmiden mit der Gegend des Max-Eyth-Sees |
| Tunnel Ertingen                        | B311                                     | 409 m       | 1      | Ertingen                | 1999           | 48° 06′ 02,5″ N, 009° 27′ 24,5″ O |      | |
| Lehrer-Tal-Tunnel                      | B10                                      | 400 m       | 2      | Ulm                     | 1972           | 48° 24′ 44,6″ N, 009° 58′ 22,3″ O |      | auch Zigeunerfelsentunnel genannt |
| Beurener Tunnel                        | L 1210                                   | 399 m       | 1      | Beuren                  | 2005           | 48° 34′ 13,0″ N, 009° 24′ 01,0″ O |      | |
| Rappensteintunnel                      | A98                                      | 395 m       | 1      | Laufenburg (Baden)      | 2012           | 47° 34′ 09,1″ N, 008° 03′ 17,5″ O |      | |
| Wiesentunnel                           | B317                                     | 388 m       | 1      | Weil am Rhein           | 2013           | 47° 35′ 32,2″ N, 007° 38′ 43,0″ O |      | Tunnel verbindet Weil am Rhein und Lörrach. Er liegt komplett auf Schweizer Gebiet, wird aber nach deutschen Straßenverkehrsrecht betrieben. |
| Hollmuthtunnel                         | K 4200                                   | 385 m       | 1      | Neckargemünd            | 2011           | 49° 23′ 30,9″ N, 008° 48′ 05,3″ O |      | |
| Westringtunnel                         | /Bismarckring                            | 380 m       | 2      | Ulm                     | 1963           | 48° 23′ 34,0″ N, 009° 58′ 56,4″ O |      | |
| Österfeldtunnel                        | Nord-Süd-Straße                          | 370 m       | 1      | Stuttgart-Vaihingen     | 1999           | 48° 44′ 14,1″ N, 009° 06′ 59,0″ O |      | |
| Flughafenentlastungstunnel             | K 1272                                   | 350 m       | 1      | Leinfelden-Echterdingen | 2006           | 48° 41′ 30,2″ N, 009° 11′ 22,3″ O |      | |
| Sünchentunnel                          | B29                                      | 350 m       | 2      | Schorndorf              | 1997           | 48° 49′ 20,6″ N, 009° 31′ 53,2″ O |      | |
| Messetunnel                            | K 3581                                   | 349 m       | 1      | Rheinstetten            | 2004           | 48° 57′ 46,0″ N, 008° 20′ 21,0″ O |      | |
| Tunnel Ditzingen                       | Siemensstraße                            | 348 m       | 1      | Ditzingen               | 1999           | 48° 49′ 11,9″ N, 009° 03′ 32,2″ O |      | |
| Tunnel Blaubeuren                      | B28                                      | 330 m       | 1      | Blaubeuren              | 1983           | 48° 24′ 15,6″ N, 009° 47′ 16,1″ O |      | |
| Gaisbergtunnel                         | K 9708 Anm. 1                            | 320 m       | 1      | Heidelberg              | 1862           | 49° 24′ 26,6″ N, 008° 41′ 50,7″ O |      | ehemaliger Eisenbahntunnel, seit 1962 als Straßentunnel genutzt |
| Westtangententunnel                    | L 360                                    | 315 m       | 1      | Albstadt-Ebingen        | 2004           | 48° 12′ 47,6″ N, 009° 01′ 22,7″ O |      | |
| Gäubahntunnel                          | B14                                      | 306 m/291 m | 2      | Stuttgart-Süd           | 2001           | 48° 45′ 31,0″ N, 009° 07′ 35,0″ O |      | Kurz vor (bzw. kurz nach) dem Verkehrsknoten Schattenring. Dort auch zur Wildparkstraße (L 1180) |
| Viereichenhautunnel                    | B14                                      | 296 m       | 2      | Stuttgart-Süd           | 2000           | 48° 45′ 16,0″ N, 009° 08′ 40,4″ O |      | |
| Eckenbergtunnel                        | B292                                     | 295 m       | 1      | Adelsheim/Osterburken   | 2017           | 49° 25′ 16,0″ N, 009° 24′ 07,0″ O |      | Das Ostportal befindet sich auf Adelsheimer, das Westportal auf Hemsbacher Gemarkung |
| Schlossbergtunnel (Bundesstraße 296)   | B28                                      | 290 m       | 2      | Tübingen                | 1978           | 48° 31′ 10,3″ N, 009° 02′ 37,1″ O |      | |
| Tunnel Stammheim                       | B27a                                     | 288 m       | 1      | Stuttgart-Stammheim     | 1997           | 48° 51′ 02,8″ N, 009° 09′ 53,3″ O |      | |
| Leuzetunnel                            | /                                        | 280 m       | 3      | Stuttgart-Ost           | 1972           | 48° 47′ 50,5″ N, 009° 12′ 41,9″ O |      | Verläuft parallel zum Neckar und führt am Mineralbad Leuze vorbei.Anm. 3 |
| Schlossbergtunnel Baden-Baden          | L 79a                                    | 275 m       | 1      | Baden-Baden             | 1981           | 48° 46′ 05,3″ N, 008° 14′ 35,7″ O |      | Überdeckeltes Teilstück der Schlossbergtangente (L79a / Zähringerstraße), anlässlich der Landesgartenschau 1981 fertiggestellte Grünzugverbindung im Ausstellungsgelände. Teil der nördlichen Umfahrung des Stadtzentrums und der Verbindung von der Bundesstraße 500 über die Wolfsschlucht zum Ortsteil Ebersteinburg sowie nach Gaggenau und Gernsbach. |
| Grafenbergtunnel                       | B29                                      | 260 m       | 2      | Schorndorf              | 1997           | 48° 48′ 59,5″ N, 009° 31′ 03,4″ O |      | |
| Johannesgrabentunnel                   | A831                                     | 220 m       | 2      | Stuttgart-Vaihingen     | 1979           | 48° 44′ 23,6″ N, 009° 06′ 23,4″ O |      | |
| Wolfsbergtunnel                        | B463                                     | 213 m       | 1      | Nagold                  | 2000           | 48° 33′ 01,0″ N, 008° 43′ 41,2″ O |      | |
| Tunnel Herbrechtingen                  | B19                                      | 205 m       | 1      | Herbrechtingen          | 2003           | 48° 37′ 43,2″ N, 010° 10′ 35,5″ O |      | |
| Hochbergtunnel                         | B466                                     | 180 m       | 1      | Donzdorf                | 2010           | 48° 41′ 46,7″ N, 009° 48′ 38,3″ O |      | |
| Tunnel Freiatzenbach                   | B317                                     | 175 m       | 1      | Zell im Wiesental       | 1999           | 47° 42′ 34,6″ N, 007° 51′ 41,8″ O |      | |
| Heidenäckertunnel                      | A98                                      | 160 m       | 1      | Waldshut-Tiengen        | 1997           | 47° 38′ 05,6″ N, 008° 17′ 57,9″ O |      | |
| Berger Tunnel                          | B14                                      | 150 m       | 1      | Stuttgart-Ost           | 1992           | 48° 47′ 52,6″ N, 009° 12′ 34,6″ O |      | Am Rande des Stadtteils Berg verbindet er den Schwanenplatztunnel mit dem Leuzetunnel (nur Richtung Esslingen) |
| Schwabtunnel                           | Schwabstraße                             | 124 m       | 1      | Stuttgart               | 1896           | 48° 45′ 59,6″ N, 009° 09′ 39,4″ O |      | unter Denkmalschutz |
| Tunnel Hinterweil                      | Guttenbrunnstraße                        | 90 m        | 1      | Sindelfingen            | 1980 (ca.)     | 48° 43′ 24,4″ N, 008° 59′ 05,3″ O |      | Trennung Straße/Fußwege Anm. 4 |
| Nasenfelstunnel                        | A8                                       | 60 m        | 1      | Drackenstein            | 1937           | 48° 33′ 30,0″ N, 009° 39′ 46,0″ O |      | Richtungsfahrbahn Stuttgart |

Anzumerken ist, dass Baden-Württemberg bis 2007 das einzige Bundesland war, welches in seinen Autobahn- und Straßentunneln, sofern diese mit zwei Röhren ausgerüstet sind, flächendeckend eine Höchstgeschwindigkeit von 100 km/h erlaubt. Inzwischen haben jedoch sowohl Bayern als auch Nordrhein-Westfalen begonnen, die Höchstgeschwindigkeit in einigen doppelröhrigen Autobahn- und Straßentunneln von 80 km/h auf 100 km/h zu erhöhen. In den anderen Bundesländern sind 80 km/h erlaubt.
Anmerkungen
Anm. 1 Der Gaisbergtunnel in Heidelberg verbindet den Adenauerplatz mit der Friedrich-Ebert-Anlage (nur in dieser Fahrtrichtung). Der Schlossbergtunnel verbindet im weiteren Verlauf die Friedrich-Ebert-Anlage mit der Schlierbacher Landstraße (B 37) in Richtung Neckargemünd. Die Friedrich-Ebert-Anlage hat bis zum Schlossbergtunnel zwei getrennte Fahrbahnen.
Anm. 2 Im Zuge des Neubaus des Rosensteintunnels (B 10) wird auch im Bereich des Schwanenplatztunnels umgebaut; dieser wird durch einen zusätzlichen Kurztunnel an den Leuzetunnel angebunden.
Anm. 3 Leuzetunnel: Neubau einer dritten Tunnelröhre im Zuge des Neubaus des Rosenstein-Straßentunnels sowie eines Kurztunnels zum Schwanenplatztunnel (B 14) bis 2020.
Anm. 4 In dem seit den 1970er Jahren errichteten Neubaugebiet Hinterweil sollten PkW-Verkehr und Fußgänger/Radfahrer konsequent getrennt werden, daher durchquert nur die Guttenbrunnstraße das Wohngebiet, und sie unterquert das Zentrum in einem Tunnel.